# Винтерниц, Милтон
Милтон Винтерниц (англ. Milton Charles Winternitz; 19 февраля 1885 — 3 октября 1959) — американский медик.
Окончил Университет Джонса Хопкинса, ученик Уильяма Генри Уэлча. С 1910 года стажировался в Германии и Австрии. В 1917 г. возглавил кафедру патологии Йельского университета. В этом качестве выступил пионером патолого-анатомического исследования жертв химического оружия, выпустив в 1920 году монографию «Патология отравления газом на войне» (англ. The Pathology of War Gas Poisoning). Годом позже вышла «Патология инфлюэнцы».
В том же 1920 году Винтерниц занял пост декана медицинской школы Йельского университета и возглавлял школу вплоть до 1935 года. Во главе школы Винтерниц осуществил масштабные реформы образовательного процесса, привлекшие к себе внимание специалистов со всей страны. Среди прочего по его инициативе в составе университета появилась самостоятельная Школа медсестёр.
Выйдя в отставку с административных должностей, Винтерниц вернулся к исследовательской работе. В 1938 году он опубликовал монографию «Биология атеросклероза» (совместно с Р. Томасом и Ф. Леконтом). Затем Винтерниц занимался проблемами онкологии, одновременно в годы Второй мировой войны работая в различных организациях над вопросами патологии и медицины, связанными с применением химического и биологического оружия.
Винтерниц был женат на Хелен Уотсон, дочери инженера и предпринимателя Томаса Огастаса Уотсона. Их дочь Мэри стала женой писателя Джона Чивера.